# Гартблей
Гартблей (нім. Hartblei дослівно — твердий свинець) — сплав свинцю та стибію, що отримується як побічний продукт при плавці свинцевих руд; застосовується для виготовлення підшипникових сплавів, гарту, для виливки куль та дробу.
Не плутати з "гердблей" — за Г.Агріколою — випалений свинцевий шліх.